# Termogenesi indotta dall'esercizio
La Termogenesi indotta dall'esercizio (TIE), chiamata anche Termogenesi da attività fisica (TAF), dall'inglese Exercise activity thermogenesis (EAT), o Exercise-induced thermogenesis (EIT), è un processo metabolico, sottoprocesso della termogenesi. La EAT rappresenta il dispendio energetico indotto dall'attività fisico-sportiva. Talvolta alcune ricerche denominano questo evento come Physical Activity Energy Expenditure (PAEE) o Exercise-induced Energy Expenditure (EIEE), cioè dispendio energetico dell'attività fisica o indotto da attività fisica, riferendosi nello specifico al consumo energetico piuttosto che all'evento termogenico. Assieme al Consumo di ossigeno in eccesso post-allenamento e alla termogenesi da attività non associabile all'esercizio fisico (NEAT), il EAT rappresenta l'ammontare del dispendio energetico associato all'attività generale svolta durante la giornata (EEPA, Energy expenditure due to physical activity), a loro volta inclusi nel calcolo o stima del metabolismo totale (MT) o del dispendio calorico giornaliero.

## Fisiologia
L'esercizio aerobico determina generalmente un dispendio calorico diretto maggiore rispetto a quello di resistenza (anaerobico lattacido). Ad esempio, un esercizio di resistenza intenso impone un dispendio energetico di circa il 66% rispetto ad un esercizio aerobico intenso a parità di durata. Sotto questo aspetto, il dispendio calorico diretto indotto dall'attività aerobica è maggiore rispetto a quella dell'attività anaerobica lattacida. Questo a causa dei processi ossidativi che sfruttano anche e soprattutto lipidi per la produzione energetica oltre ai glucidi, e che rappresentano un valore energetico più che doppio rispetto a questi ultimi (9 Kcal/gr contro 4 Kcal/gr). Tuttavia non si considera un parametro altrettanto importante nel valutare il dispendio energetico generale indotto dall'attività fisica, ovvero l'EPOC, cioè consumo di ossigeno in eccesso post-allenamento. Questo rappresenta in altre parole il dispendio calorico indotto dall'attività fisica in maniera indiretta, cioè solo in seguito al termine, o, nel caso dell'esercizio anaerobico, anche nelle pause tra le serie. Nonostante il dispendio calorico diretto indotto dall'attività anaerobica di resistenza sia inferiore, questo metodo di allenamento può stimolare significativamente la spesa energetica, ma molto più attraverso meccanismi indiretti. L'effetto indiretto dell'allenamento anaerobico di resistenza si verifica principalmente con l'aumento del metabolismo totale, quindi del consumo di ossigeno, del dispendio energetico, dei processi termogenici, e dell'ossidazione di grasso. Infatti anche l'esercizio di resistenza aumenta la perdita di grasso corporeo, intensificando l'utilizzo dei lipidi nel post-allenamento. Quindi l'EAT è tiene conto solo dell'aumento metabolico diretto (valutando i processi termogenici), mentre l'EPOC valuta quello indiretto (valutando il consumo di ossigeno). Sono entrambi necessari per poter individuare il dispendio energetico totale indotto dall'allenamento fisico. In questo senso, i processi termogenici indotti dall'allenamento permangono anche dopo il termine dell'attività fisica, per un tempo più o meno lungo.